# Tracé - Limburgs Samenlevingsarchief
Tracé - Limburgs Samenlevingsarchief (tot 2025 Sociaal Historisch Centrum voor Limburg (SHCL)), is een erfgoedcentrum dat gespecialiseerd is in de sociaaleconomische en culturele geschiedenis van Limburg tijdens de negentiende en twintigste eeuw. Tracé beheert archieven en documentatiemateriaal, beschikt over een wetenschappelijke bibliotheek en verricht historisch onderzoek. Sinds 2008 zijn de kantoren van Tracé gehuisvest in de voormalige commandantswoning van de Sint-Pieterskazerne in het Jekerkwartier in Maastricht. 

## Archieven
Sinds 1949 beheert Tracé archieven en verzamelingen afkomstig van bedrijven, instellingen en personen die van belang zijn geweest in het sociale, economische en culturele leven van de provincie Limburg. Zo beheren ze bijvoorbeeld de archieven van de voormalige Vroedvrouwenschool te Heerlen, de Limburgse Land- en Tuinbouwbond, de Koninklijk Sphinx, en de Limburgse Bond van Muziekgezelschappen.

## Bibliotheek
Tracé beheert een wetenschappelijke bibliotheek op het gebied van sociale, economische en culturele geschiedenis, sociale geografie, religie en samenleving in Limburg. Vooral de deelcollecties over mijnbouw, de keramiekindustrie, arbeidsmigratie en gezondheidszorg zijn van bijzonder belang. Naast boeken en tijdschriften bezit Tracé ook een specifieke collectie, de zogenoemde grijze literatuur. Het betreft documentatiemateriaal zoals krantenknipsels, statistieken, jaarverslagen, scripties en brochures, afkomstig van Limburgse bedrijven, verenigingen, stichtingen en particulieren.

## Publicaties
Tracé is uitgever van twee publicatie-reeksen:
- Het Jaarboek van Tracé, onder de titel ‘Studies over de sociaaleconomische geschiedenis van Limburg’. Gebundelde artikelen over uiteenlopende onderwerpen uit de Limburgse geschiedenis. Verschijnt sinds 1955.[4]
- De Maaslandse Monografieën (uitgegeven in samenwerking met het Koninklijk Limburgs Geschied- en Oudheidkundig Genootschap). Een doorlopende reeks wetenschappelijke studies over de geschiedenis van Nederlands- en Belgisch-Limburg. Verschijnt sinds 1964.[5]

## Sociaal Historisch Centrum voor Limburg
Sinds de oprichting in 1949 stond het erfgoedcentrum bekend als het Sociaal Historisch Centrum voor Limburg (SHCL). Per april 2025 is de naam van het Sociaal Historisch Centrum voor Limburg veranderd naar Tracé - Limburgs Samenlevingsarchief. 